# Ferenc Barkóczy
Ferenc Barkóczy (Podčičva, 15 ottobre 1710 – Presburgo, 18 giugno 1765) è stato un arcivescovo cattolico ungherese.
Negli anni dal 1761 al 1765, per ordine dell'arcivescovo, l'architetto Franz Anton Hillebrandt trasformò l'originaria residenza arcivescovile estiva rinascimentale di Bratislava nell'odierno Palazzo arcivescovile d'estate, in stile tardo-barocco.

## Opere
- (LA, HU) Epistola encyclica ad clerum populumque Agriensem. Agriae, 1745.
- Edictum episcopale Agriense de ritu celebrandorum festorum. Agriae, 1754.
- Sermo, quem ad frequentem suae dioecesis clerum habuit in cathedrali sua ecclesia Agriensi 1754. Budae.
- Nova dispositio sacrae scripturae in ordinem ita redactae. ut quolibet anno commode et cum fructu legi possit. Agriae, 1756.
- Sermo, habitus Tyrnaviae die 27. sept. 1761. Vindobonae, 1761.
- Epistola pastoralis ad archi-episcopatus Strigoniensis clerum et populum. Agriae, 1761.
- Exuviae Emerici e com. Eszterházy, episcopi Nitriensis. Strigonii, 1763.
- Catechismus ex decreto ss. concilii Tridentini d parochos. Tyrnaviae, 1762.
- Sermones, quos nomine adstantium exc. procerum i. statuum et oo. regni Hungariae dixit. Posonii, 1764.
- Epistola pastoralis ad a. episcopatus Strigoniensis clerum et populum. Agriae, 1764.
- Allocutio nomine statuum in regni limitibus apostolicae reginae venientis ad comitia Posonium. Posonii, 1764.

## Genealogia episcopale e successione apostolica
La genealogia episcopale è:
- Cardinale Guillaume d'Estouteville, O.S.B.Clun.
- Papa Sisto IV
- Papa Giulio II
- Cardinale Raffaele Sansone Riario
- Papa Leone X
- Papa Paolo III
- Cardinale Francesco Pisani
- Cardinale Alfonso Gesualdo di Conza
- Papa Clemente VIII
- Cardinale Pietro Aldobrandini
- Cardinale Laudivio Zacchia
- Cardinale Antonio Barberini, O.F.M.Cap.
- Cardinale Marcantonio Franciotti
- Papa Innocenzo XII
- Cardinale Leopold Karl von Kollonitsch
- Cardinale Cristiano Augusto di Sassonia-Zeitz
- Vescovo Gábor Antal Erdődy
- Arcivescovo Ferenc Barkóczy

La successione apostolica è:
- Vescovo Ján Gustíni-Zubrohlavský (1763)